# Thierry III de Clèves
Pour les articles homonymes, voir Thierry III et Thierry.
Thierry III de Clèves (Diederik IV en néerlandais, Dietrich II en anglais, Dietrich II./IV. en allemand), né vers 1125 et mort le 27 avril 1172, fils d'Arnould Ier de Clèves et d'Ida de Louvain.

## Mariage et descendance
Thierry épouse Adélaïde de Sulzbach, fille de Gebhard III de Sulzbach (en) et Matilde de Bavière. Ils eurent pour enfants :
- Marguerite, mariée à Louis III de Thuringe (-1190) ;
- Thierry IV, qui succède à son père, en 1172 marié à Marguerite de Hollande ;
- Adélaïde, morte en 1238, mariée à Thierry VII de Hollande (-1203) ;
- Arnold III de Clèves (ou Arnould) (v.1155 - 1201), seigneur de Valkenbourg, marié à Alix/Adélaïde, fille héritière de Gosewin/Gottfried/Godefroid d'Heinsberg[1]. Ils sont les parents de :
  - Thierry Ier de Valkenburg (ou Dirk Ier), de Clèves-Valkenburg et Heinsberg (vers 1192-1228), qui épouse en premières noces, Isabelle de Limbourg, dont :
    - Agnès de Clèves (vers 1220-1267), dame de Heinsberg, épouse Henri Ier de Sponheim († vers 1258), dont :
      - Dirk II, qui épouse Jeanne de Louvain-Gaasbeek, et la suite des Sponheim-Heinsberg].

  - en secondes noces, Thierry Ier épouse Béatrix, fille de Gérard de Kirburg, d'où la suite des Clèves-(Heinsberg)-Valkenbourg.

## Sources
- (nl) Cet article est partiellement ou en totalité issu de l’article de Wikipédia en néerlandais intitulé « Diederik IV van Kleef » (voir la liste des auteurs).
- Généalogie Québec